# Nicolas Formé
Nicolas Formé (París, 26 de abril de 1567 - ibídem, 28 de mayo de 1638) fue un compositor francés.

## Biografía
En 1587 ingresó en el coro de la Sainte-Chapelle de París y desde 1595 fue cantor de la Chapelle royale, pasando a ocupar el puesto de maestro de la misma tras el fallecimiento en 1600 de Eustache du Caurroy. Estuvo al servicio de Luis XIII de Francia.

## Obra

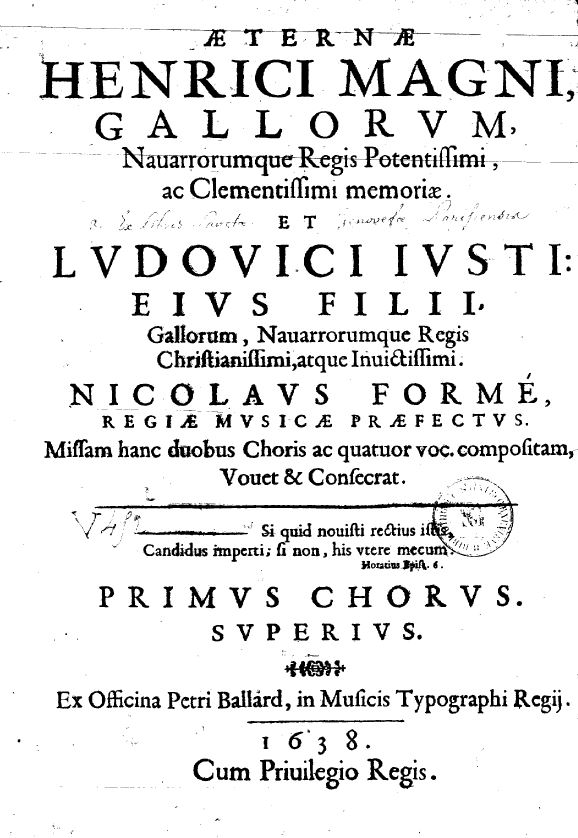
Missa duobus choris.

Gran parte de su obra se ha perdido, se conservan las siguientes partituras:
- Motete Ecce tu pulchra es.
- Missa duobus choris (1638).  En esta composición se emplean dos coros enfrentados antifonalmente, según el estilo veneciano de Andrea Gabrieli y Giovanni Gabrieli.
- Colección de Magnificat.

## Discografía
- Nicolas Formé. Le Voeu de Louis XIII.[3]